# Friedrich Kraft (Journalist)
Friedrich Kraft (* 27. April 1944 in Uffenheim) ist ein deutscher Journalist und Hochschullehrer.

## Leben
Nach dem Abitur am evangelischen Realgymnasium Uffenheim studierte Kraft evangelische Theologie sowie Kommunikations-, Theater- und Musikwissenschaft.
1970 wurde er Kulturredakteur bei der Kreiszeitung Böblinger Bote. 1973 trat er eine Stelle als Vikar in Starnberg an. Nach der Ordination zum Pfarrer ließ er sich beurlauben und war freier Mitarbeiter u. a. bei der Süddeutschen Zeitung. 1975 wurde er bei der Südwest Presse in Ulm Redakteur, ab 1976 leitete er die Kulturredaktion des Donaukuriers in Ingolstadt. 1980 wechselte er zum bayerischen evangelischen Sonntagsblatt und war bis 1993 dessen Chefredakteur. 1993 ging er dieser Funktion zurück zum Donaukurier, dessen  Mitherausgeber er 1999 wurde. 2003 verließ er den Donaukurier.  
1989 wurde er Lehrbeauftragter für Christliche Publizistik an der Friedrich-Alexander-Universität Erlangen-Nürnberg (FAU) und lehrt dort Medienkunde, Medienrecht, Sprachethik sowie Kulturkritik. 1994 erfolgte seine Berufung zum Honorarprofessor an der FAU.

## Schriften
- (Hrsg.): Luther als Bühnenheld. 1971.
- Kirchen. In: Projektteam Lokaljournalisten (Hrsg.): Handbuch für Lokaljournalisten. 1977.
- (Hrsg.): Marieluise Fleißer. Anmerkungen, Texte, Dokumente. 1981.
- Dumpfe Trauer und ein stummer Christus. „Bauern sterben“ von Franz Xaver Kroetz. In: Deutsche Literatur. Reclam, 1985.
- Punkt, Punkt, Komma Strich. Deutsche Rechtschreibung und journalistische Ethik. 1996.
- (Hrsg.): Studien zur Christlichen Publizistik. 1998 ff.
- Von guten und von bösen Wörtern. Hinweise zur journalistischen Sprachethik. In: Johanna Haberer, Friedrich Kraft (Hrsg.): Lesebuch Christliche Publizistik. 2004.
- Streit um Sphären und um Haare. Einführung in das Presserecht. In: Johanna Haberer, Friedrich Kraft (Hrsg.): Lesebuch Christliche Publizistik. 2004.
- Cicero, Hurenkinder und Schusterbuben. Einführung in die Zeitungskunde. In: Johanna Haberer, Friedrich Kraft (Hrsg.): Lesebuch Christliche Publizistik. 2004.
- Marieluise Fleißer. Verwurzelt im heimatlichen Raum. In: Alfons Schweiggert, Hannes S. Macher (Hrsg.): Autoren und Autorinnen in Bayern. 2004.
- Aus dem Leben eines Hochstaplers. Zur Biographie des Fleißer-Verlobten Hellmut Draws-Tychsen. In: Schriftenreihe der Marieluise-Fleißer-Gesellschaft. Heft 7. 2009.
- Ein kleiner Strich und die großen Folgen. Essay über das Komma. In: Welt am Sonntag. Nr. 16, 18. April 2010.